# 1996年夏季奥林匹克运动会列支敦士登代表团
1996年夏季奥林匹克运动会列支敦士登代表团是列支敦士登派出的1996年夏季奥林匹克运动会代表团。